# Куп Мађарске у фудбалу 1964.
Куп Мађарске у фудбалу 1964. (мађ. 1964-es magyar labdarúgókupa) је било 25. издање серије, на којој је екипа ФК Хонведа тријумфовала по 2. пут.

## Правила
На састанку председништва Мађарског фудбалског савеза 27. јануара 1964. најављенo је одржавање Купa Мађарске Народне Републике (МНК).
- Серија утакмица организована је по календарским годинама.
- Квалификације су морале да се одрже пре почетка пролећног шампионата.
- Квалификације су водили регионални фудбалски савези.
- У главном одбору су биле 4 (укупно 94) екипе из квалификација из сваке жупаније и 18 из Будимпеште.
- Утакмице главног стола организовала је МЛС.
- У борбу су се укључили НБ тимови из главног одбора (256 тимова). (96 НБ III, 36 НБ II, 16 НБ I Б, 14 НБ I клуб)
- Идентитет губитника је одлучен у мечу на главној табли.
- Обавезан је старт НБ и тимова И и Будимпеште И класе.
- У прва три кола дозвољене су замене.
- На главној табли, у случају нерешеног резултата, пролаз је одлучен на следећи начин:
  - За екипе исте класе, гостујући тим иде даље
  - У случају екипа различитих класа даље је ишао тим из ниже лиге.
  - У полуфиналу су два пута држани продужеци од 15 минута. Ако је резултат после тога остао нерешен, о проласку у следеће коло је одлучиван жребом.
- Финале је морало да се игра поново ако меч није одлучен у продужетку.
- Рок за пријаве у МНК је 15. фебруар 1964. [2]

## Четвртфинале
| Тим #1               | Резултат | Тим #2         |
| -------------------- | -------- | -------------- |
| 9. септембар 1964.   |          |                |
| ФК Тештвершег        | 1 : 0    | ФК Вашаш       |
| 19. септембар 1964.  |          |                |
| Хонвед Пап Јожеф ШЕ  | 2 : 5    | ФК Ференцварош |
| 19. септембар 1964.> |          |                |
| ФК Ујсегедин ТК      | 0 : 2    | ФК Хонвед      |
| 19. септембар 1964.  |          |                |
| Ђер ЕТО              | 1 : 0    | ФК Бањас Дорог |

## Полуфинале
| Тим #1            | Резултат     | Тим #2         |
| ----------------- | ------------ | -------------- |
| 1. новембар 1964. |              |                |
| ФК Хонвед         | 3 : 0        | ФК Тештвершег  |
| 1. новембар 1964. |              |                |
| Ђер ЕТО           | 2 : 0(п.с.н) | ФК Ференцварош |

## Утакмица за треће место
| Тим #1            | Резултат | Тим #2        |
| ----------------- | -------- | ------------- |
| 7. новембар 1964. |          |               |
| ФК Ференцварош    | 6 : 1    | ФК Тештвершег |

## Финале
| Хонвед Будимпешта | 1 : 0    | Ђер ЕТО |
| ----------------- | -------- | ------- |
| Имре Комора 15’   | Извештај |         |